# Seznam burskih generalov
Seznam burskih generalov.

## B
Louis Botha -

## D
Christiaan Rudolph De Wet -